# ام عظام (استان جلفه)
ام عظام (استان جلفه) (به عربی: أم العظام) یک شهرداری در الجزایر است که در استان جلفه واقع شده‌است. ام عظام ۱۳٬۶۹۶ نفر جمعیت دارد.